# 韩智辉
韓智輝（504年—552年1月10日），名不详，字智辉，昌黎郡棘城县（今辽宁省锦州市义县西北）人，東魏女官，追尊齐神武帝高欢的妾室。

## 生平
韩智辉是韩轨的妹妹，高欢年轻曾想要娶韩智辉，韩智辉的母亲不答应。后来高欢显贵，韩智辉嫁的丈夫已经死去，高欢就将她纳为妾，生下了上黨王高渙。东魏武定二年（544年），魏孝静帝诏令韩智辉出任女侍中。天保元年（550年），韩智辉封上党国太妃，跟随儿子高涣前往冀州上任。天保二年十一月二十八日（552年1月10日），韩智辉在冀州府舍去世，虚岁四十八，天保三年二月廿二日（552年4月1日）迁葬于平陵之东。

## 家庭

### 父亲
- 韩某，北魏追赠征北将军[1]

### 兄弟姐妹
- 韩轨，北齐大司马、安德肃武王

## 延伸阅读
[在维基数据编辑]
 《北史·卷014》，出自李延壽《北史》